# August Johann Rösel von Rosenhof
August Johann Rösel von Rosenhof, född den 30 mars 1705 i Arnstadt (Schwarzburg-Sondershausen), död den 27 mars 1759, var en tysk målare och naturforskare. 
Rösel von Rosenhofs arbeten "äro betecknande för den tidens naturforskning", skriver Wilhelm Leche i Nordisk familjebok och utvecklar detta: "på samma gång de vittna om outtröttlig flit och noggrannhet samt hängifvet intresse för forskningens föremål — R:s studier omfattade företrädesvis de lägre och mindre organismernas biologi — ge de naiva uttryck för författarens glädje att kunna framdraga 'allt flera bevis på naturordningens och dess skapares vishet'." Då Rösel von Rosenhof dessutom var en synnerligen skicklig målare, kunde han utstyra sina arbeten med mönstergilla bilder, vilka mycket bidrog till den popularitet hans arbeten, bland vilka i första rummet kan nämnas Monatlich herausgegebene Insectenbelustigungen (3 delar, 1746–55), tillvann sig.